# Ruger Blackhawk/Ruger New Model Blackhawk

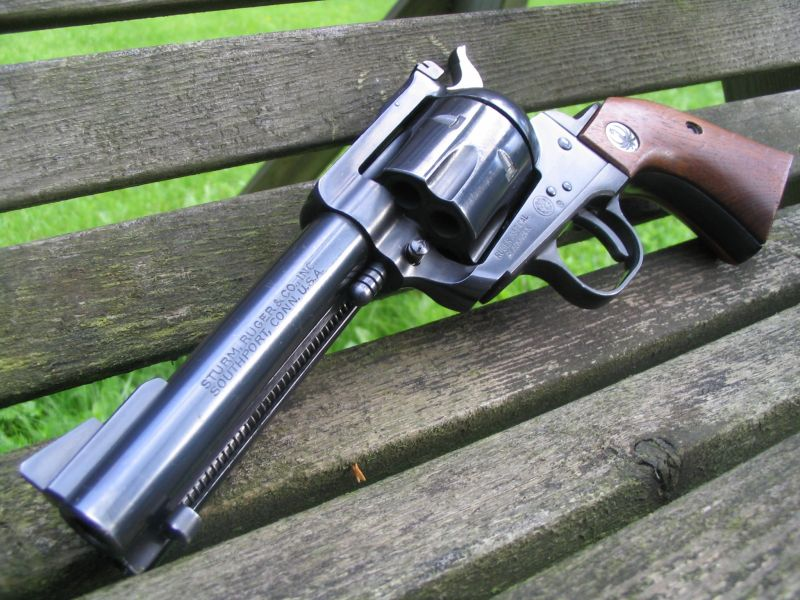
Ruger Blackhawk Convertable

Le revolver Ruger Blackhawk est une version modernisée du Colt Peacemaker introduite sur le marché par Sturm Ruger & Co en 1955. Il devient le Ruger New Model Blackhawk en 1973 à la suite de l'amélioration de son mécanisme. Mais le nom de Blackhawk l'emporte sur New Model Blackhawk dans l'usage courant. Il en a été dérivé le Ruger Super Blackhawk de gros calibre et le Ruger Hawkeye de petit calibre.

## Différence entre le Blackhawk et le Peacemaker
La principale différence entre le Colt et le Ruger consiste en la visée réglable du Blackhawk. En réponse la firme du 1873 SAA avait créé le Colt New Frontier.

## Le New Model Blackhawk
Le New Model Blackhawk dispose d'une barrette de sécurité empêchant le tir en cas de chute du revolver. Mais le nom de Blackhawk l'emporte sur New Model Blackhawk dans l'usage courant.

## Le Blackhawk Convertible/New Model Blackhawk Convertible
Il existe aussi depuis 1967, sur commande, un Blackhawk Convertible. Ces modèles sont livrés avec deux barillets interchangeables.

## Fiche technique  du Blackhawk
- Mécanisme : Simple action. Système d'éjection des douilles par baguette. Barillet à 6 coups. Hausse réglable et guidon à rampe.
- Principales munitions :  .357 Magnum (et donc .38 Special), .357 Maximum (très rare), .41 Magnum (rare) et .44 Special, .30 US M1 & .45 Colt,
  - le Blackhawk est disponible sur commande en .327 Federal Magnum (avec barillet à 8 coups)
- Canon : 117, 165 et 190 mm.
- Longueur de l'arme : 26 à 33,5 cm.
- Masse de l'arme vide : 1 à 1,3 kg.
- Capacité du barillet : 6 cartouches

## Fiche technique  du Blackhawk Convertible
- Mécanisme : idem.
- Principales munitions :   
  - .357 Magnum / 9 mm Luger,
  - .45 ACP/.45LC.
  - Sur commande est disponible en  .38-40 WCF / 10 mm Auto
- Canon : 117, 165 et 190 mm.
- Longueur de l'arme : 27 à 34 cm.
- Masse de l'arme vide : 1 à 1,3 kg.

- Capacité du barillet : 6 cartouches

## Le Blackhawk dans la culture populaire
Moins cher que son modèle, le Blackhawk apparait dans quelques séries TV. Ainsi, c'est l'arme du Shérif amérindien Charles Tskany (Michael Horse) dans l'épisode 19 de la Saison 1 de X-Files : Aux frontières du réel. Au cinéma, dans Sin City l'effeuilleuse Nancy Callahan (Jessica Alba) utilise un ceinturon contenant 2 Blackhawk lors de son numéro, plus tard John Hartigan  (Bruce Willis) se retrouve en possession de l'un d'eux. Dans ce même film et sa suite (Sin City : J'ai tué pour elle), Dallas (Patricia Vonne, sœur de Robert Rodriguez), une des prostituées de la vieille ville, aux ordres de Gailet, portant un chapeau et un masque semblables à ceux de Zorro, tue plusieurs personnes avec son Ruger NM Blackhawk. Ce revolver rétro-moderne est utilisé par 2 gangsters dans Missionary Man pour tirer sur Ryder (joué par Dolph Lundgren). Il est le modèle du "Cougar Magnum" présenté dans le jeu vidéo Goldeneye sorti en 1997 pour la console Nintendo 64. Dans Harley Davidson et l'Homme aux Santiags, Harley Davidson, le personnage Mickey Rourke, ne sait tirer qu'avec un seul révolver : Le Ruger Blackhawk,.

## Autres revolvers westerns de Ruger
- Ruger Vaquero/New Vaquero
- Ruger Single Six
- Ruger Bearcat
- Ruger Bisley
- Ruger Old Army

## Sources
1. ↑  « Cougar Magnum », sur GoldenEye Wiki
2. ↑  « Harley Davidson et l'homme aux santiags (1991) - Gaffes - IMDb » (consulté le 7 décembre 2023)
3. ↑  « Harley Davidson and the Marlboro Man » (consulté le 7 décembre 2023)

Cette notice est issue de la lecture des revues spécialisées et monographies de langue française suivantes :
- Cibles (Fr)
- AMI/ArMI/Fire (Be)
- Gazette des armes (Fr)
- Action Guns (Fr)
- R. Caranta, Pistolets et Revolvers d'aujourd'hui, Crépin-Leblond, 5 tomes, 1998-2009.